# Зони вільної торгівлі в Європі

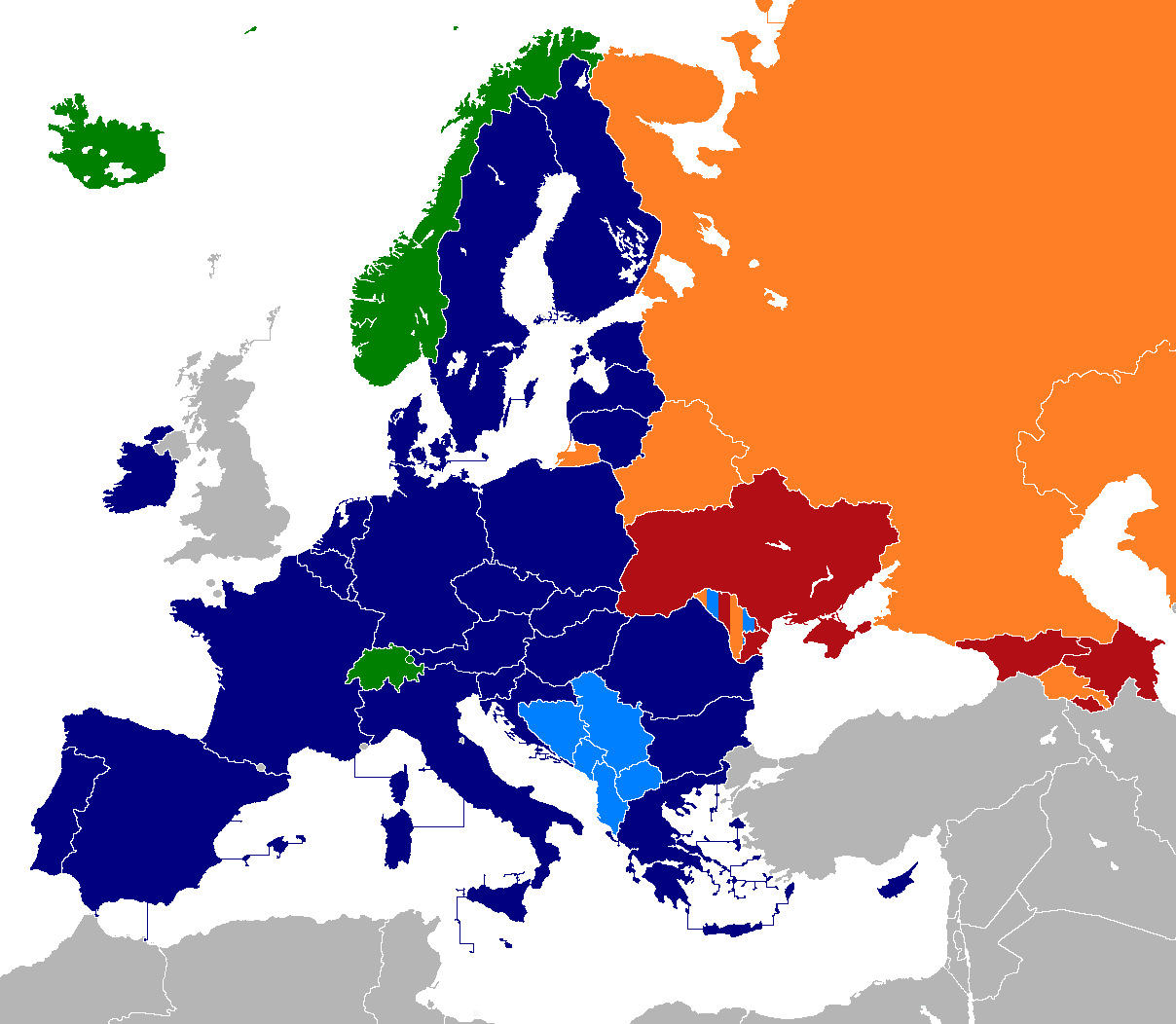
ЄС
ЄАВТ
Центрально-європейська асоціація вільної торгівлі
Зона вільної торгівлі СНД
ГУАМ

Зони вільної торгівлі в Європі — особливі території Європи, де передбачена так звана вільна торгівля.

## ЄАВТ
Європейська асоціація вільної торгівлі (EFTA) була створена в 1960 році як альтернатива Європейським спільнотам. До 1995 року в асоціації залишилося тільки чотири країни: (Ісландія, Норвегія, Швейцарія і Ліхтенштейн).

## ЦЕАСТ
Після розпаду РЕВ дві угоди про вільну торгівлю були прийняті у Східній Європі: Балтійська зона вільної торгівлі (BAFTA) і Центрально-європейська асоціація вільної торгівлі (ЦЄАВТ). До 2004 року всі первинні члени вийшли з цих угод і вступили до ЄС.
Всі нові країни-члени ЦЄАВТ розглядаються як кандидати у члени ЄС.

## БАЗВТ

БАЗВТ

У Балтійській зоні вільної торгівлі брали участь Естонія, Латвія і Литва. Вона існувала в період між 1994 і 2004 роками.
БАЗВТ була створена з метою надання допомоги в підготовці країн до їх вступу в Європейський Союз. БАЗВТ була створена за ініціативою ЄС, щоб дати країнам доступ до західноєвропейських ринків.

## Європейський митний союз
Вільна торгівля здійснюється у рамках Європейського митного союзу, що включає, крім держав-членів Європейського союзу, також Туреччину і три європейських карликових держави: Сан-Марино, Монако та Андорри. Митні збори не стягуються на вантажі в рамках митного союзу. Члени митного союзу використовують спільні зовнішні тарифи на всі товари, що ввозяться в союз. Європейський Союз повинен вести переговори як єдине ціле у міжнародних торгових угодах і організаціях, таких як Всесвітня торгова організація.

## Зона вільної торгівлі СНД
Переговори країн СНД щодо формування зони вільної торгівлі велися з 1994 по 2011 рік. Вона функціонує з 2012 року в складі Вірменії, Білорусі, Казахстану, Молдови, Росії та України. Для поглиблення економічної інтеграції сформовані також Митний союз Євразес та Єдиний економічний простір.